# Giải SDFCS cho phim hoạt hình hay nhất

Giải SDFCS cho phim hoạt hình hay nhất là một trong các giải của SDFCS dành cho phim hoạt hình được bầu chọn là hay nhất. Giải này được lập từ năm 2003.

## Các phim đoạt giải

### Thập niên 2000
| Năm  | Phim                                                      | Đạo diễn                  |
| ---- | --------------------------------------------------------- | ------------------------- |
| 2003 | The Triplets of Belleville (Les triplettes de Belleville) | Sylvain Chomet            |
| 2004 | The Incredibles                                           | Brad Bird                 |
| 2005 | Howl's Moving Castle (Hauru no ugoku shiro)               | Hayao Miyazaki            |
| 2006 | Cars                                                      | John Lasseter & Joe Ranft |
| 2007 | Ratatouille                                               | Brad Bird                 |
| 2008 | WALL-E                                                    | Andrew Stanton            |

Bản mẫu:SDFCS Awards Chron